# Antoine-Jérôme Boyvin de Vaurouy
Antoine-Jérôme Boyvin de Vaurouy (mort le 19 janvier 1763) est un ecclésiastique qui fut évêque désigné d'Elne-Perpignan de 1721 à 1722.

## Biographie
Antoine-Jérôme de Boyvin est issu d'une famille de robe d'origine normande. Docteur en théologie de la faculté de Paris, chanoine et chantre de la Sainte-Chapelle de Paris, il est pourvu en commende de l'abbaye de Brignon au diocèse de Poitiers (1694), de la Réale dans celui d'Elne (1697). En 1717 il cède la seigneurie familiale du Vaurouy à Georges-Jean Berruyer. Il reçoit l'abbaye de Saramon dans le diocèse d'Auch (1721) et est  nommé le 22 mai 1721 évêque d'Elne-Perpignan et préconisé le 1er décembre à Rome. Il refuse d'être consacré et se démet en 1722. Il reçoit en outre en 1723 l'abbaye de Preuilly qu'il conserve jusqu'à sa mort en 1763.